# Friedrich von Oven
Friedrich Lambert Gerhard von Oven (* 22. August 1720 in Kleve; † 18. August 1794 in Havelberg) war ein preußischer Generalmajor und Chef des Garnisonsregiments Nr. 10.

## Leben

### Herkunft
Er war Angehöriger der Familie von Oven Seine Eltern waren Dr. Johann von Oven (* 12. Mai 1674; † 3. Juni 1762), Advokat in Wesel, und dessen Ehefrau Maria Anna Mechtildis, geborene de Souches (1678–1766). Sein Bruder Bernhard Benjamin von Oven (1726–1807) war preußischer Hofrat, Regierungsadvokat und 30 Jahre lang Bürgermeister von Kleve.

### Militärlaufbahn
Oven ging 1735 in russische Dienste, um als Freiwilliger unter Feldmarschall Münnich zu kämpfen. 1740 wurde er dort Leutnant, 1752 Hauptmann, 1756 Major. Während des Siebenjährigen Krieges im Jahr 1758 kam er nach Dresden und bat beim preußischen König Friedrich II. um eine Anstellung. Er wurde am 4. Januar 1759 in preußische Dienste übernommen und kam in das Freibataillon „Rapin“. Nach dem Krieg wurde er nicht entlassen, sondern kam am 21. März 1763 in das Garnisonsregiment „Le Noble“ in Glatz. Am 1. Oktober 1769 wurde er zum Oberstleutnant mit Patent zum 2. Oktober 1769 befördert. Am 1. Januar 1772 wurde er dann zum Kommandeur des Regiments ernannt und am 24. August 1777 zum Oberst. Oven nahm als solcher am Bayerischen Erbfolgekrieg teil. Am 15. März 1786 wurde er zum Chef des Garnisonsregiments Nr. 10 und Kommandanten der Festung Glatz ernannt. Am 2. Juni 1788 wurde er zum Generalmajor befördert, aber das Regiment wurde aufgelöst und Oven pensioniert. Er behielt sein Gehalt von 500 Talern und eine Zulagen von 700 Talern. Er erhielt in Berlin am 18. Januar 1791 die preußische Adelsanerkennung. Am 18. August 1794 starb er in Havelberg und wurde am 22. August 1794 beigesetzt.

### Familie
Er heiratete 1768 Johanna Charlotte von Tresckow (* 20. März 1743; † 20. April 1818), Witwe der Arndt Heinrich von Treschkow († 1871). Das Paar hatte mehrere Kinder, darunter: Friederike Charlotte Anna Elisabeth (* 1775) ⚭ 1801 Heinrich Friedrich Ludwig von Doebel, Sekondeleutnant. Dazu zwei Stieftöchter aus der ersten Ehe seiner Frau.